# Affaire Godard
L'affaire Godard est la disparition, en septembre 1999, du médecin français Yves Godard, de sa seconde épouse et de leurs deux enfants. Riche en rebondissements, cette affaire d'ordre supposément criminel est l'une des plus mystérieuses de sa période. Les découvertes ont été progressives : traces de sang dans la maison familiale près de Tilly-sur-Seulles au lieu-dit le pont-de-Juvigny dans le Calvados d'abord, puis départ d'Yves Godard et de ses deux enfants sur un voilier de location de Saint-Malo, quelques jours auparavant. Au cours des années suivantes ont été retrouvés sur la côte nord de la Bretagne ou en mer, un canot de sauvetage, des papiers et des cartes de crédit, le crâne d'un des enfants et enfin des ossements d'Yves Godard. Un non-lieu est rendu le 14 septembre 2012.

## Déroulement des événements

### Disparition de la famille Godard
Le lundi 30 août 1999, le docteur Yves Godard, médecin et acupuncteur né le 2 juin 1955 à Paris (16e arrondissement), donne ses dernières consultations à son cabinet, situé au 1 boulevard Maréchal–Lyautey à Caen. Le lendemain, il annule tous ses rendez-vous, trie ses papiers à son cabinet et emmène ses enfants pêcher aux étangs de Planquery, à seize kilomètres à l'ouest de Juvigny. Le 1er septembre, il quitte Saint-Malo à bord d'un voilier du port de plaisance des Sablons, ponton E, accompagné de ses deux enfants : Camille (née 18 mai 1993) et Marius (né le 9 mai 1994), son épouse Marie-France Legravérend étant absente de ce voyage. Il confie au loueur du Sun Odyssey 30 Nick, voilier de 8,90 m, sa volonté d'effectuer une croisière côtière jusqu'à Perros-Guirec, avec un retour prévu le 5 septembre. Il a, au préalable, acheté à Saint-Malo des produits de nettoyage et des serpillères qu'il laisse dans son véhicule sur le parking du port.
Le 2 septembre, le Nick est contrôlé entre le cap d'Erquy et le Cap Fréhel par la douane. Les douaniers procèdent à un contrôle de routine du voilier et aperçoivent l'un des enfants assoupi dans le bateau. Le voilier navigue alors au moteur alors que le vent est établi. L'un des douaniers est intrigué par le comportement du médecin et vérifie son histoire auprès du loueur de Saint-Malo,.
Le voilier du docteur Godard semble ensuite rester quelques jours près de l'anse de Bréhec, entre Plouha et Plouézec, sur la côte du Goëlo. Le voilier est identifié par plusieurs témoignages à Bréhec entre le 2 septembre et le 5 septembre,. Parmi eux, la vendeuse de gaufres du petit port qui reconnaît formellement le médecin caennais et ses enfants, venus lui acheter des gaufres le 3 septembre. Le lendemain, le Nick apparemment abandonné est aperçu par un couple de promeneurs non loin de la pointe de Minard à Plouézec.
La petite annexe pneumatique du Nick est récupérée par un chalutier le 5 septembre, le jour où le voilier aurait dû rentrer à Saint-Malo. Elle dérivait abandonnée à une trentaine de milles marins des côtes de l'île de Batz (Finistère). On y retrouve un blouson et un chéquier au nom d'Yves Godard. Intrigués, les gendarmes maritimes de Roscoff ouvrent une enquête pour disparition inquiétante. Le 7 septembre, le docteur Godard n'est toujours pas revenu à Saint-Malo, où les gendarmes se rendent et découvrent de larges traces de sang et des doses de morphine dans le Volkswagen Combi du médecin.
Cette découverte précipite les événements. Le 8 septembre, la gendarmerie procède à une perquisition dans la maison des Godard à Tilly-sur-Seulles, au hameau de Juvigny, à une quinzaine de kilomètres à l'ouest de Caen. Les gendarmes y découvrent également d'importantes traces de sang dans la chambre du couple, la salle de bain et le salon. Le 10 septembre, une information judiciaire est ouverte pour homicide volontaire à l'encontre du médecin, avec un mandat d'arrêt international. L'enquête est confiée au juge Gérard Zaug du tribunal de Saint-Malo. Le 16 septembre, le sang prélevé dans le Combi et à Juvigny est identifié comme étant celui de Marie-France Godard, que personne n'a vue depuis le 31 août.

### Éléments retrouvés depuis septembre 1999
Le 16 septembre, onze jours après la découverte de l'annexe, des plaisanciers découvrent un gilet de sauvetage du Nick au large des îles anglo-normandes de Guernesey et d'Aurigny. Quelques jours plus tard, le 23 septembre, le radeau de survie pneumatique du voilier est retrouvé à moitié dégonflé sur une plage de la baie de Lyme dans le comté du Dorset. Fait inhabituel, le toit de toile du radeau a été découpé et est manquant.
Alors qu'ils privilégiaient l'hypothèse de la fuite du médecin après l'assassinat de Marie-France Godard, ces deux découvertes sèment le trouble chez les enquêteurs français. En effet, selon les experts du service hydrographique et océanographique de la marine, il est impossible que ces éléments aient pu être retrouvés à ces endroits, dispersés par la seule force des courants, ils ont été délibérément éparpillés. De plus, le dispositif de gonflage du radeau de survie a été arraché. Or, pour son fabricant, le radeau ne peut rester gonflé plus de soixante-douze heures sans cette bonbonne.
Le 16 janvier 2000, quatre mois après la disparition de la famille Godard, un sac de toile est remonté par le chalut d'un pêcheur au large de l'île de Batz. Il contient de nombreux effets personnels de tous les membres de la famille : des vêtements, les permis de conduire d'Yves et Marie-France Godard, les cartes grises des deux véhicules du couple, des chéquiers, le contenu entier du sac à main de Marie-France Godard, des jumelles et un marteau.
Le 6 juin 2000, un coquillier ratisse la baie de Saint-Brieuc, au large d'Erquy. Au milieu de la nuit, sa drague remonte un fragment de crâne humain que les pêcheurs rejettent à l'eau. Quatre heures plus tard, ils repêchent un nouveau crâne et décident de le garder. L'analyse ADN révèle qu'il s'agit de celui de Camille, la fille du médecin. Les analyses des scientifiques de l'Ifremer ont démontré que le crâne avait reposé à cet endroit depuis au moins février 2000. Cela semble accréditer la thèse du naufrage – accidentel ou non – du Nick et de la mort de ses trois passagers. La zone – proche de l'endroit où le Nick a été contrôlé par les douaniers le 2 septembre 1999 – est passée au peigne fin par un chasseur de mines de la Marine nationale équipé d'un sonar sans que l'épave du voilier soit retrouvée.

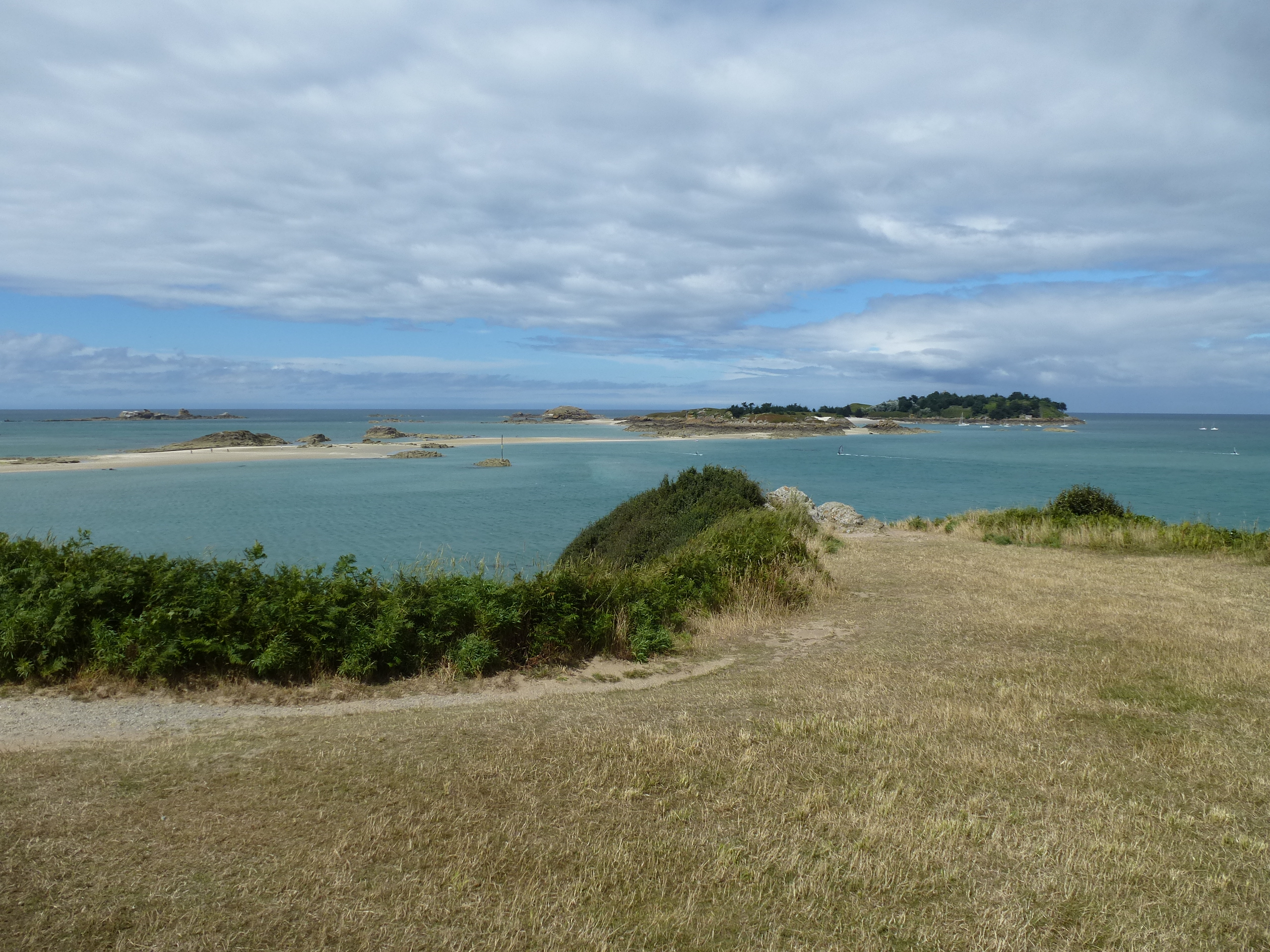
L'archipel des Ébihens.

L'affaire prend un nouveau tour lorsque la carte professionnelle du docteur Godard est ramassée le dimanche 11 février 2001 par une promeneuse sur la plage de la Chapelle, sur l'îlot principal des îles des Ébihens, devant Saint-Jacut-de-la-Mer. Le 22 février, une carte bancaire au nom d'Yves Godard est découverte sur cette même plage par un habitant de Saint-Jacut. Puis, le 24 mai, des promeneurs trouvent une carte de crédit, toujours sur la plage de la Chapelle. Une fouille minutieuse de la plage par les gendarmes est ordonnée par le juge d'instruction pendant qu'un dragueur de mines sonde les environs de l'archipel, à la recherche de l'épave du Nick, le tout sans résultat. Le 3 juin, une nouvelle carte est retrouvée par un plongeur sur le rivage de la plage. Pour les enquêteurs, il devient alors acquis que le docteur Godard a fait une halte sur cette plage et s'y serait débarrassé du contenu de son portefeuille. De nouvelles recherches sont effectuées sur la plage, notamment à l'aide d'un tracteur qui tamise le sable de la plage de la Chapelle mais aucune carte ou objet personnel du docteur Godard ou de sa famille n'est découvert. Pourtant le 31 juillet, une cinquième carte est ramassée sur la plage de la Chapelle. Toutes ces cartes sont analysées par un laboratoire spécialisé. Pour les experts de ce laboratoire, les cartes ont séjourné dans l'eau très peu de temps avant leur découverte et n'ont pas été jetées à l'eau en septembre 1999. Il est vraisemblable qu'elles ont été déposées une à une au cours des premiers mois de l'année 2001. Pour les enquêteurs et l'avocat de la famille de Marie-France Godard, il faut y voir l'œuvre d'un complice qui souhaiterait faire croire à une mort accidentelle,.
Une mallette semblant appartenir à Yves Godard est retrouvée le 8 août 2003 dans la baie de Saint-Brieuc. Cependant, les enquêteurs n'ont jamais confirmé l'authenticité de la mallette, celle-ci étant probablement un canular.
Bien réelle, en revanche, est la découverte d'ossements – un fémur et un tibia – appartenant à Yves Godard le 13 septembre 2006, au fond de la fosse des Casquets, à 70 km au nord de Roscoff. Le chasseur de mines l'Aigle de la Marine nationale est envoyé dans la zone de la découverte pour essayer de retrouver l'épave du voilier, mais sans succès. La confirmation de la mort du docteur Godard éteint l'action publique à son encontre mais le mystère de la disparition de Marie-France Godard – dont le corps n'a jamais été retrouvé – et de la mort du docteur Godard et de sa fille Camille, ainsi que celle très probable de Marius, demeure : meurtre intrafamilial suivi d'un suicide maquillé en naufrage ou d'un accident. Le dossier judiciaire n'est donc pas immédiatement classé. Le 14 décembre 2008, une nouvelle carte de mutuelle d'Yves Godard est retrouvée en parfait état de conservation sur la plage de la Chapelle, aux Ébihens, relançant ainsi l'action de la justice.

### Enquêtes et témoignages
À la suite de la découverte d'importantes traces de sang de Marie-France Godard dans la maison de Juvigny, de vastes fouilles ont été entreprises dans la région pour retrouver le corps de l'épouse du médecin au cours de l'automne et de l'hiver 1999. Restant vaines, ces recherches s'interrompent à la mi-janvier 2000. Elles reprennent le 27 janvier 2007, un mois après l'annonce de la mort du docteur Godard. Sur indications d'une lettre anonyme, la gendarmerie fouille le débarras d'un cimetière de Lingèvres, situé à moins de 5 km du domicile des Godard. Elle retrouve des ossements que la lettre indique comme étant ceux de Marie-France Godard. Après analyse des ossements, ces os n'appartiennent pas à Madame Godard. C'est un radiesthésiste normand qui s'est réclamé être l'auteur de la lettre anonyme.
Le 14 octobre 1999, un hôtelier de l'île de Man affirme que le docteur Godard et ses enfants ont séjourné dans son hôtel du 7 au 14 septembre. C'est le premier d'une série de témoignages signalant la présence d'Yves Godard et de ses enfants aux quatre coins du monde. On déclarera ainsi l'avoir vu successivement sur l'île de Lewis (Écosse), en Afrique du Sud, à Miami et en Crète.
Début mai 2000, les vérifications faites à Madère, où Yves Godard avait ouvert un compte en banque, ne donnent rien : aucun mouvement de fonds n'a eu lieu après la disparition du médecin.

### Piste de l'assassinat d'Yves Godard et de ses enfants
La publication fin 2011 de L'Assassinat du docteur Godard par Éric Lemasson met en lumière une nouvelle piste, financière voire mafieuse, en s'appuyant sur une série d'assassinats autour de la Confédération de défense des commerçants et artisans (CDCA) dont Yves Godard était un membre très actif. L'auteur y explique qu'un témoin, ancien garde du corps, réfugié au Brésil aurait été entendu à deux reprises par les enquêteurs de Montpellier travaillant sur l'affaire de l'assassinat de Christian Poucet, et leur aurait confié qu'un commando se serait chargé d'éliminer le docteur et ses enfants. Ainsi l'assassinat de Christian Poucet et la mort d'Yves Godard seraient liées, ce que plusieurs témoins ont affirmé pendant l'enquête apportant du crédit à la thèse d'un réseau mafieux liés à des comptes offshores,. Yves Godard aurait ainsi voulu récupérer les fonds qu'il avait placé dans des comptes offshores situés près d'endroits où le bateau a été aperçu et aurait été assassiné par la suite avec ses enfants. 

### Non-lieu
Le 14 septembre 2012, le juge d'instruction rend une ordonnance de non-lieu.
Dans son réquisitoire, le parquet relève que « la seule hypothèse que l'on peut exclure est que la disparition de la famille s'explique par un simple accident de mer » et, « même si c'est la piste la plus probable, on ne peut affirmer formellement qu'Yves Godard est l'auteur de l'homicide : c'est un non-lieu faute de charge », selon Alexandre de Bosschère, procureur de la République de Saint-Malo.
Le 7 décembre 2015, le tribunal de grande instance de Caen, sur requête du ministère public, rend un jugement de déclaration d’absence, procédure civile équivalente à un acte de décès : Marie-France Legravérend (née le 2 mai 1956 à Granville) et Marius Godard sont désormais officiellement considérés comme décédés par la justice française, ce qui permet de déclencher l’ouverture de la succession.
Yves Godard et Camille Godard ont été déclarés décédés à Tilly-sur-Seulles (Calvados) le 1er septembre 1999.

## Fiction
Françoise Chandernagor avait imaginé un feuilleton en quatre épisodes à paraître dans Le Figaro littéraire. Après la publication du premier épisode en juillet 2000, la famille de l’épouse du Docteur Godard a fait interdire, en référé, par un juge de Caen, la publication du feuilleton, en arguant le respect de la vie privée, prévu à l’article 9 du Code civil. La Cour de cassation a, le 9 juillet 2003, validé les condamnations de l’auteur en considérant que « la divulgation d’éléments attentatoires à la vie privée (…) sous la forme d’un feuilleton estival était illicite, comme répondant non à un besoin légitime d’information du public mais au seul agrément des lecteurs, et ne relevait pas davantage du droit du journaliste ou écrivain de commenter des affaires en débat judiciaire public, même si la disparition des époux Godard et de leurs deux enfants l’avait abondamment été dans la presse écrite et radio-télévisée ». Les magistrats en ont conclu que « le respect de la vie privée s’imposait avec davantage de force à l’auteur d’une œuvre romanesque qu’à un journaliste remplissant sa mission d’information »
Il existe un roman policier de Jean Failler qui s'inspire de certains éléments de cette affaire pour nouer une intrigue originale autour de la disparition romancée d'un "Dr Gaillard" et de sa famille (un pseudonyme est utilisé) ; la mère a disparu mais du sang a été retrouvé, le père et ses deux enfants seraient partis en voilier dans la Manche. Le roman se situe dans la région de Paimpol (Côtes d’Armor) et des îles Anglo-Normandes. Il s’agit de La croix des veuves, Saint-Évarzec, Éditions du Palémon, coll. « Une enquête de Mary Lester », 2014.

## Documentaires télévisés
- « Mystérieuses disparitions » en novembre 2000 dans Faites entrer l'accusé présenté par Christophe Hondelatte sur France 2.
- « La mystérieuse disparition du Docteur Godard » le 30 octobre 2005 dans Secrets d'actualité sur M6.
- « Disparition du docteur Godard : l'énigme » le 11 mars et 17 juin 2009 dans Enquêtes criminelles : le magazine des faits divers sur W9.
- « Le mystérieux docteur Godard » le 22 et le 28 octobre, le 1er et le 12 novembre 2010 dans Affaires criminelles sur NT1.
- « Affaire Yves Godard » le 8 janvier 2012 dans Non élucidé sur France 2.
- « Le mystérieux docteur Godard » (premier reportage) dans « ... en Normandie » le 17 et le 24 février, le 4 mars, le 1er, le 8, le 16 et le 28 septembre 2014 dans Crimes sur NRJ 12.
- « Docteur Godard, l’homme qui voulait tout quitter » : enquête en 4 parties diffusée sur TF1 dans Reportages découverte les 5, 12, 19 et 26 mars 2023.

## Émissions radiophoniques
- « L'affaire Godard, 15 ans après » le 8 septembre 2014 dans L'Heure du crime de Jacques Pradel sur RTL.
- Fabrice Drouelle, « Affaire Godard : un polar judiciaire en haute mer », émission de 54 min [], sur France Inter, Affaires sensibles, 9 février 2015 (consulté le 27 mars 2023).
- « Le docteur Godard » le 7 septembre 2016 dans Hondelatte raconte de Christophe Hondelatte sur Europe 1.
- « L'affaire Godard, un polar en haute mer » série de 4 épisodes, diffusés du 27 mai au 17 juin 2021 dans Home(icides) de Caroline Nogueras sur Bababam.